# Falkagård
Falkagård est une localité de Suède située dans la commune de Falkenberg, sur la côte ouest de la Suède, entre Göteborg et Halmstad.